# اليزيد السالك
اليزيد السالك هو السالك، بن أحمد سالم، بن الأمين، بن عبد الرحمن، بن سيد اليزيد؛ المعروف بـ «اليزيد السالك». من مواليد 1962م؛ بمدينة العيون، الصحراء الغربية. ينتمي إلى قبيلة الشرفاء الرگيبات الأدارسة. شاعر حساني وباحث في الثقافة الحسانية، نظم في مختلف أغراض الشعر وبحوره. بدأ مشواره الفني في سن لا تتجاوز الـ12 من العمر، حيث نظم حينذاك أول قصيدة من إبداعه الخاص.

## مشاركاته الرسمية
شارك في العديد من المهرجانات والملتقيات والأمسيات الشعرية بـالمغرب، محليا وجهويا ووطنيا؛ وحصل فيها على كثير من الجوائز والشهادات التقديرية:
- المهرجان الأول للأدب الحساني المنظم من طرف شركة الإذاعة والتلفزة المغربية آنذاك؛ يومَي 3 و4 يوليوز 1991م، بمدينة العيون.
- المهرجان الوطني الثامن للشعر الحساني؛ أيام 12 و13 و14 و15 غشت 1998م، بمدينة الداخلة.
- الملتقى الوطني الأول حول ثقافة الصحراء بكلية الآداب والعلوم الإنسانية «بنمسيك»، جامعة الحسن الثاني؛ أيام 12 و13 و14 أبريل 2000م، بمدينة الدار البيضاء.
- الندوة المنظمة من طرف جمعية تِطَّاون أسمير حول التراث الأدبي والتاريخي للصحراء؛ أيام 20 و21 و22 أبريل 2001م، بمدينة تطوان.
- الملتقى الأول للثقافة الحسانية المنظم من طرف جمعية الأنشطة الثقافية؛ أيام 31 ماي و1 و2 و3 يونيو 2001م، بمدينة آسفي.
- الأيام الثقافية الرمضانية الأولى المنظمة بدار الثقافة؛ أيام 7 و8 و9 دجنبر 2001م، بمدينة العيون.
- اجتماع حول دراسة واقع الشعر الحساني، منظم من طرف مركز الدراسات الحسانية بالعيون؛ يوم 4 مارس 2003م، بمدينة العيون.
- الأيام الدراسية حول اليوم العالمي للمرأة المنظمة من طرف مركز سيدي أحمد الرگيبي؛ أيام 8 و9 مارس 2003م، بمدينة السمارة.
- مهرجان السمارة الثقافي والسياحي الأول؛ أيام 13 و14 و15 و16 و17 و18 دجنبر 2005م، بمدينة السمارة.
- الملتقى الشعري الأول لمؤسسة بني الهيثم التأهيلية؛ يوم 1 أبريل 2006م، بمدينة مكناس.
- المركز الثاني في مسابقة الشعر بموسم طانطان للتراث العالمي الإنساني؛ يوم 10 دجنبر 2006م، بمدينة طانطان.
- لجائزة الثانية في المسابقة الشعرية المنظمة من طرف جمعية الشعلة للتربية والثقافة- فرع طانطان في إطار برنامج جبر الضرر؛ بمدينة طانطان.
- المهرجان الوطني الأول حول ثقافة الصحراء، المنظم من طرف الأكاديمية الجهوية للتربية والتكوين لجهة العيون- بوجدور- الساقية الحمراء؛ أيام 21 و22 و23 دجنبر 2006، بمدينة العيون.
- الأيام الثقافية للثانوية الإعدادية الخنساء؛ أيام 23 و24 و25 و26 ماي 2007م، بمدينة العيون.
- المهرجان الثاني لبوجدور؛ أيام 3 و4 و5 و6 نونبر 2007م، بمدينة بوجدور.
- أمسية شعرية رمضانية منظمة من طرف رابطة الموسيقيين الحسانيين للتراث والتنمية الاجتماعية بالعيون، بتنسيق مع المعهد الموسيقي التابع للمديرية الجهوية للثقافة؛ يوم 19 شتنبر 2008م، بمدينة العيون.
- الملتقى الثاني للشعر والتشكيل؛ أيام 23 و24 و25 و26 أبريل 2009م، بمدينة گرسيف.
- مهرجان الشبيكة السادس؛ يومَي 25 و26 يوليوز 2009م، بمدينة الشبيكة.
- ملتقى السمارة للمديح النبوي الحساني، أيام 10 و11 و12 و13 شتنبر 2009م، بمدينة السمارة.
- الملتقى التلاميذي الثاني لطرفاية؛ أيام 16 و17 أبريل 2010م، بمدينة طرفاية.
- الدورة السادسة للمهرجان الوطني للشعر والأغنية الحسانية، المنظم من طرف المديرية الجهوية للثقافة بجهة وادي الذهب الگويرة؛ أيام 26 و27 و28 نونبر 2010م، بمدينة الداخلة.
- مهرجان زاوية آسا الديني؛ أيام 1 و2 و3 يناير من عام 2012م، بمدينة آسا.
- المهرجان الوطني الثامن للشعر والأغنية الحسانية، المنظم من طرف المديرية الجهوية للثقافة بجهة وادي الذهب الگويرة؛ أيام 14 و15 و16 دجنبر 2012م، بمدينة أوسرد.
- النسخة الثانية من مهرجان المديح النبوي الشريف، المنظم من طرف رابطة الموسيقيين الحسانيين للتراث والتنمية الاجتماعية بالعيون؛ أيام 16 و17 و18 يوليوز 2014م، بمدينة العيون.
- ورشة قراءات مفتوحة في ديوان «عاداتك تطرب» للشاعر محمد السويح، منظمة من طرف جمعية شراع للتنمية؛ يوم 2 نونبر 2014م، بمدينة العيون.
- المهرجان الوطني العاشر للشعر والأغنية الحسانية، المنظم من طرف المديرية الجهوية للثقافة بجهة وادي الذهب الگويرة؛ أيام 18 و19 و20 نونبر 2014م، بمنطقة بئر گندوز.
- المهرجان العربي الثالث لميلوديات مكناس، المنظم من طرف جمعية فضاء مكناس للملحون والتنمية الثقافية والاجتماعية؛ أيام 3 و4 و5 يناير 2015م، بمدينة مكناس.
- الملتقى الأول للشخص المعاق؛ أيام 6 و7 و8 يوليوز 2015م، بمدينة بوجدور.
- المهرجان الوطني الحادي عشر للشعر والأغنية الحسانية، المنظم من طرف المديرية الجهوية للثقافة بجهة وادي الذهب الگويرة؛ أيام 18 و19 و20 نونبر 2015م، بمدينة الداخلة.
- الدورة الثالثة للمهرجان الوطني للمسرح الحساني؛ أيام 17 و18 و19 دجنبر 2015م، بمدينة أگادير.[2][3]
- أمسية شعرية ضمن فعاليات «ليالي العيون»، بمدينة العيون عام 2016م.[4]
- أمسية شعرية لـ«اتحاد المبدعين المغاربة»، تحت شعار: بالشعر والشعراء نحتفي؛ يوم 30 مارس 2017، بمدينة العيون.
- ندوة فكرية لـ«اتحاد المبدعين المغاربة»، تحت شعار: خير جليس بالزمان كتاب؛ يوم 29 أبريل 2017، بمدينة العيون.
- أمسية شعرية لـ«اتحاد المبدعين المغاربة» بمناسبة اليوم العالمي للشعر، تحت شعار القصيدة الحسانية هوية وانتماء؛ يوم 21 مارس 2019م، بمدينة العيون.[5]
- المهرجان الجهوي الأول للقصيدة البدوية الحسانية المنظم من طرف المديرية الجهوية للثقافة بجهة العيون الساقية الحمراء؛ أيام 17 و18 و19 ماي 2019م، بمدينة العيون.[6]
- النسخة الثالثة من مهرجان خيمة المديح، المنظم من طرف جمعية العطاء للتنمية؛ أيام 24 و25 و26 ماي 2019م، بمدينة السمارة.
- الدورة الأولى لمهرجان المحصر للثقافة والتراث الحساني، المنظم من طرف وزارة الثقافة والاتصال؛ يومَي 13 و14 يوليوز 2019م، بمدينة السمارة.
- الجورة الحادية عشرة للمعرض الجهوي للكتاب والنشر، المنظمة من طرف المديرية الجهوية للثقافة بجهة العيون الساقية الحمراء؛ أيام ما بين 11 و17 مارس 2020م...[7] وغيرها.

تغنى بشعره عدد من المطربين الصحراويين والموريتانيين.
شارك في عدد من البرامج التلفزيونية على قناة العيون الجهوية؛ كبرنامج «أمثال وعبر» عام 2004م، و«خيمة الأدب» عام 2005م، و«سباق القوافي» عام 2012م و2014م... وغيرها.

## أبحاث أجريت في شعره
- أنجزت في شعره عدة دراسات لنيل شهادة الإجازة والدكتوراه؛ من بينها بحث لنيل الإجازة للسيدة مريم الرگيبي [8]، وبحث لنيل الدكتوراه للسيد صلاح الرگيبي...

## عمله الجمعوي
- شغل منصب الكاتب العام لجمعيتَي «الأنوار» و«الشعراء الحسانيين»، كما شغل منصب الأمين العام لجمعية «الأدباء الحسانيين»...

## ألقابه
- لقبه الشاعر الراحل محمد معروف الرصافي بـ«الشاعر العذري» و«شاعر المرأة»، لغزارة شعره في الغزل.[1]

## أعماله
- قام بجمع:

- ديوان «أدب وإخلاص»، للشاعر الحساني عبد الرحمن الشنگيطي؛
- ديوان «الخليفة ولد أبريكة»، للشاعر الحساني بوراس لخليفة؛
- ديوان «المحجوب ولد الطيب ولد يارا»، للشاعر الحساني المحجوب يارا.
- أشرف على:

- ديوان «الموزون من وادنون»، للشاعر الحساني بوراس لخليفة ؛
- ديوان «عاداتك تطرب»، للشاعر الحساني محمد السويح.

## أشعاره المطبوعة
- له قصائد مطبوعة في عدة كتب، من بينها:
- همس القوافي [12]؛
- جوانب من التراث؛
- وفاء وولاء [13]؛
- الشعر الحساني والكلام المهذب بالمعاني؛
- هنا الشعر الحساني، هنا أهم مميزاته [14]...

## مؤلفاته
- صدر له كتاب شاركه في تأليفه زميله محمد السويح تحت عنوان «شذرات من أدب البيظان»؛ وقد فاز هذا الديوان بجائزة الموگار لعام 2016م، إلى جانب كتب أخرى في مجالات أدبية مختلفة.
- له مجموعة من الدواوين الشعرية ما تزال مخطوطة:
- مصباح القراء في شعر الصحراء؛
- ما يُغضب الشيطان في رسائل الغفران؛
- التشبيب والتجديد في شعر اليزيد؛
- الحنين المنكسر إلى التراث المندثر؛
- للشعر أبواب في نصائح الشباب؛
- مجال في شعر الأطلال؛
- گيفاني في الشعر الحساني؛
- من وحي الصحراء؛
- أريج البوادي؛
- سراج المرأة.

- له معجم عربي- حساني عام تحت عنوان «شرح معاني اللسان الحساني»؛ ما يزال قيد الطبع، سيصدر قريبا.
- له سلسلة مُعجميَّة عربية- حسانية مصغرة تحت عنوان «بحث الخَلَف عن موروث السَّلَف»، صدرَت حديثا.